# ميرابو (مترو باريس)
ميرابو (بالفرنسية: Mirabeau)‏ هي محطة مترو تابعة لمترو باريس تقع في فرنسا في الدائرة السادسة عشرة في باريس.[بحاجة لمصدر]